# Kajsa Mohammar
Kajsa Helena Mohammar (* 1. September 1990 in Stockholm) ist eine schwedische Schauspielerin.

## Leben und Karriere
Mohammar wurde am 1. September 1990 in Stockholm geboren. Sie studierte Schauspiel an der Södra Latins Gymnasium in Stockholm und zog dann nach London. Sie arbeitete eine Zeit lang als Model. 
Ihr Debüt gab sie 2017 in der Serie Der junge Inspektor Morse. Anschließend war Mohammar 2018 in Viking Destiny zu sehen.
Außerdem wurde sie 2020 für den Film Eurovision Song Contest: The Story of Fire Saga gecastet. Im selben Jahr trat sie in Die Misswahl – Der Beginn einer Revolution auf. 2023 spielte Mohammar in dem Film Arielle, die Meerjungfrau eine von Arielles Schwestern.

## Filmografie
Filme
- 2018: Viking Destiny
- 2020: Eurovision Song Contest: The Story of Fire Saga
- 2020: Die Misswahl – Der Beginn einer Revolution (Misbehaviour)
- 2023: Arielle, die Meerjungfrau (The Little Mermaid)
- 2024: Dune: Part Two

Serien
- 2017: Der junge Inspektor Morse (Endeavour)